# تاتارسنت‌دیوردی
تاتارسِنت‌دْیوردْی (به مجاری:  Tatárszentgyörgy) یک شهرداری در مجارستان است که در ناحیه داباش واقع شده‌است. تاتارسِنت‌دیوردی ۵۵٫۰۶ کیلومتر مربع مساحت و ۱٬۹۶۰ نفر جمعیت دارد.